# غيرنسهايم
غرنزهايم (بالألمانية: Gernsheim) هي Gemarkung، مدينة و بلدة ألمانية تقع في ألمانيا في غروس-غيراو. يقدر عدد سكانها بـ 9,509 نسمة .

## المدن التوأمة
مدينة Bar-sur-Aube هي مدينة توأمة لـغرنزهايم.

## أعلام
- جوزيف شميت